# Boulanger Trio

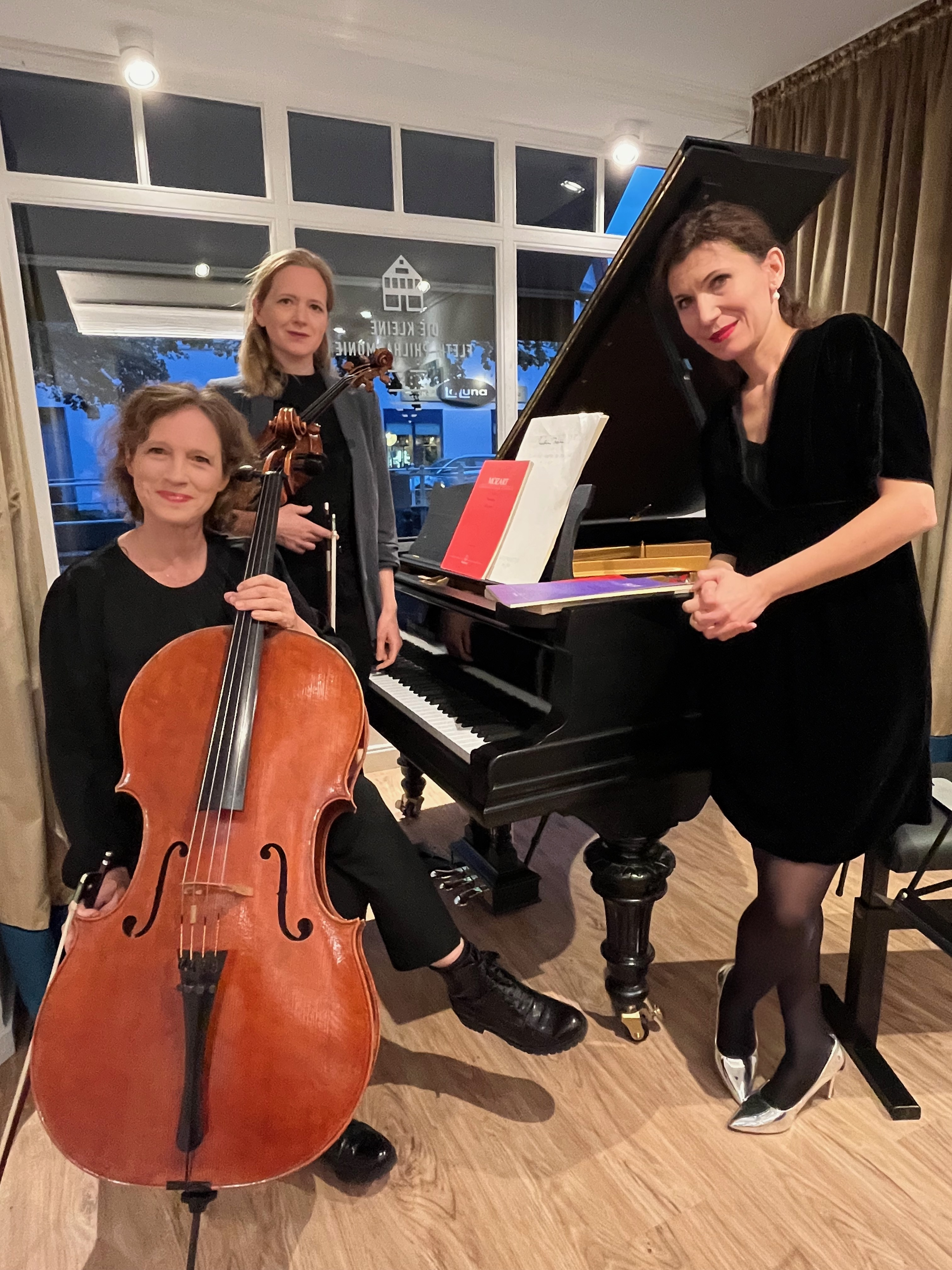
Das Boulanger Trio bei einem Auftritt in der Kleinen Fleth-Philharmonie in Buxtehude, 2022

Das Boulanger Trio ist ein nach den Schwestern Nadia und Lili Boulanger benanntes deutsches Klaviertrio. Es wurde im Jahr 2006 von der Pianistin Karla Haltenwanger, der Violinistin Birgit Erz und der Cellistin Ilona Kindt in Hamburg gegründet und ist seit 2010 in Berlin beheimatet. Das Trio widmet sich dem klassischen und zeitgenössischen Repertoire und ist mit Konzerten und CD-Einspielungen international aktiv.

## Konzertreihe Boulangerie
Seit 2012 veranstaltet das Trio eine in Berlin, Hamburg und seit 2016 auch in Wien durchgeführte, Boulangerie genannte Konzert- und Gesprächsreihe. Das Programm der Boulangerie besteht jeweils aus Stücken des klassischen Repertoires und Werken eines zeitgenössischen Komponisten, der während des Konzerts anwesend ist und mit den drei Musikerinnen über sein Schaffen spricht. Die Boulangerie findet in Hamburg in der Elbphilharmonie, sowie im Resonanzraum, im Wiener Musikverein und in Berlin im Radialsystem sowie im Konzerthaus statt.

## Uraufführungen
Das Boulanger Trio hat schon einige Werke von zeitgenössischen Komponistinnen und Komponisten zur Uraufführung gebracht. Teilweise wurden diese Konzerte vom Rundfunk mitgeschnitten und gesendet. Manche Werke wurden eigens für das Boulanger Trio geschrieben, bzw. dem Trio gewidmet.
- 2019: Johannes Maria Staud, Terra fluida, dem Boulanger Trio gewidmet
- 2019: Gordon Kampe, fresh und edgy
- 2019: Elias Jurgschat, beleuchten
- 2019: András Gelléri, Straße (Transformation II), dem Boulanger Trio gewidmet
- 2016: Ulrich Alexander Kreppein, Trio
- 2016: Charlotte Seither, figure in space, dem Boulanger Trio gewidmet
- 2014: José María Sánchez-Verdú, Territorio interior (I)
- 2013: Samir Odeh-Tamimi, HUWA für Klaviertrio und Bariton, dem Boulanger Trio gewidmet
- 2012: Manfred Trojahn, Klaviertrio
- 2011: Jens Joneleit, Talea, dem Boulanger Trio gewidmet
- 2009: Gunnar Karel Másson, Þrá Skalt Efla
- 2008: Leopold Hurt, Tunnel
- 2008: Robert Krampe, Trio II für Klaviertrio („clair de lune quand le clocher sonnait douze“)

## Besetzung
- Klavier: Karla Haltenwanger
- Violine: Birgit Erz
- Violoncello: Ilona Kindt

## Diskographie
- 2022 „Wanderlust“ mit Werken von Edvard Grieg, Antonín Dvorák, Manuel De Falla, Johannes Brahms, Frank Martin (Label: Berlin Classics)
- 2021 „Teach Me! The Students of Nadia Boulanger“ mit Werken von Jean Françaix, Leonard Bernstein, Aaron Copland, Philip Glass,  Astor Piazzolla, Quincy Jones (Label: Berlin Classics)
- 2018 Klaviertrios von Dimitri Shostakovich & Paul Juon (Label: Cavi-music)
- 2017 „Adelaide – An Die Ferne Geliebte...“ Beethoven, Schottische und Irische Lieder mit Andrè Schuen (Label: Cavi-music)
- 2016 Klaviertrios von Friedrich Cerha (Label: Cavi-music)
- 2016 „Solitaires“ mit Werken von Franz Schubert, Edvard Grieg, Mel Bonis, Lili Boulanger, George Enescu, Arvo Pärt und Hans Werner Henze (Label: Cavi-music)
- 2014 Klaviertrios (Kakadu und Erzherzog) Ludwig van Beethoven (Label: Profil Hänssler)
- 2012 „Canto Perpetuo“ mit Werken von Dmitri Schostakovich und Pēteris Vasks (Label: Profil Hänssler)
- 2011 Klaviertrios von Johannes Brahms, Franz Liszt, Arnold Schönberg (Label: Profil Hänssler)
- 2009 Klaviertrios von Clara & Robert Schumann, Wolfgang Rihm (Label: ARS Production)